# 詹源
詹源（1479年—1549年），字士潔，號企斋，福建安溪縣崇信里人。民籍，明朝政治人物。

## 生平
詹源爲遺腹子，十分孝順母親。弘治十四年（1501年）辛酉科福建鄉試第四十三名舉人，弘治十八年（1505年），詹源中式乙丑科二甲第四十一名進士。初授户部主事，榷税河西务钞关，正德五年（1510年）三月改雲南道監察御史，九年二月升贵州按察司佥事，十六年正月升云南按察司副使、兵备临安，被御史弹劾免职。卒年七十一。

## 家族
曾祖父詹乾清；祖父詹靖；父詹璡。母林氏。慈侍下。有子詹仰庇。